# Belisana forcipata
Belisana forcipata är en spindelart som först beskrevs av Tu 1994.  Belisana forcipata ingår i släktet Belisana och familjen dallerspindlar. Inga underarter finns listade.